# زیردریایی یو-۲۱ (۱۹۳۶)
زیردریایی یو-۲۱ (۱۹۳۶) (به انگلیسی: German submarine U-21 (1936)) یک زیردریایی بود که طول آن ۴۲٫۷۰ متر (۱۴۰ فوت ۱ اینچ) بود. این زیردریایی در سال ۱۹۳۶ ساخته شد.